# Hannahannas Corona
L'Hannahannas Corona è una struttura geologica della superficie di Venere.